# Садовой, Александр Петрович
Александр Петрович Садовой (1906—1963) — Гвардии подполковник Советской Армии, участник Великой Отечественной войны, Герой Советского Союза (1945).

## Биография
Александр Садовой родился 3 мая 1906 года в селе Агайманы. После окончания средней школы работал в колхозе. В 1928 году Садовой был призван на службу в Рабоче-крестьянскую Красную Армию. В 1931 году он окончил Орловскую пехотную школу, в 1932 году — курсы усовершенствования командного состава. Участвовал в боях на озере Хасан. С июня 1942 года — на фронтах Великой Отечественной войны. В боях был контужен.
К апрелю 1945 года майор Александр Садовой командовал 3-м танковым полком 37-й механизированной бригады 1-го механизированного корпуса 2-й гвардейской танковой армии 1-го Белорусского фронта. Отличился во время штурма Берлина. 19 апреля 1945 года полк Садового переправился через канал Фридландшторм и захватил плацдарм на его берегу, уничтожив 7 самоходных артиллерийских установок и около 300 солдат и офицеров противника, ещё 76 сдались в плен. В боях на окраинах Берлина Садовой получил тяжёлое ранение, но продолжал сражаться.
Указом Президиума Верховного Совета СССР от 31 мая 1945 года за «мужество, отвагу и героизм, проявленные в борьбе с немецкими захватчиками», майор Александр Садовой был удостоен высокого звания Героя Советского Союза с вручением ордена Ленина и медали «Золотая Звезда» за номером 6832.
В 1946 году в звании подполковника Садовой был уволен в запас. Проживал и работал в г. Херсоне. Скончался 3 января 1963 года.
Был также награждён двумя орденами Красного Знамени, двумя орденами Красной Звезды и рядом медалей.
В честь Садового установлен его бюст в селе Агайманы.